# المنظمة العالمية للعناية بالأسنان
المنظمة العالمية للعناية بالأسنان هي منظمة غير تجارية تأسست في عام 1989 في بازل في مدينة سويسرا.تهدف هذه الجمعية إلى تعزيز صحة الفم خاصةً من خلال اتباع الطرق الوقائية التي تشمل نظافة الأسنان بشكل دوري ومنظم (استخدام فرشاة الأسنان مع معجون أسنان).
ومن أهم العادات الغذائية السليمة للعناية بالأسنان هي (تجنب تناول الكثير من الأطعمة السكرية) وكذلك إجراء فحوصات دورية عند أطباء الأسنان.
أصبح للجمعية الدولية للعناية بالأسنان الحق في منح علامات جوده خاصة للعناية بالأسنان منذ عام 1989. وتضم هذه الجمعية مجموعات محلية في كل من سويسرا وتركيا واليابان وكوريا وكذلك تايلاند.
وتضم المنظمة أخصائي  طب الأسنان ومؤسسات طب الأسنان والصحة العامة ومصنعي الحلويات وكذلك المختصين بعناية الفم